# Michael Senft
Michael Senft (n. 28 septembrie 1972, Bad Kreuznach, Renania-Palatinat, Germania) este un canoist ce a reprezentat Germania, medaliat olimpic. A participat la 3 ediții ale Jocurilor Olimpice (1996, 2000, 2004) în care a câștigat o medalie de bronz.